# Kitty Kelly
Sue O'Neil (Nueva York, 27 de abril de 1902-Hollywood, California, 29 de junio de 1968), más conocida como Kitty Kelly, fue una actriz estadounidense.

## Biografía
Nacida en la ciudad de Nueva York el 27 de abril de 1902, Kelly fue más conocida como miembro de Ziegfeld Follies y como presentadora de radio de Columbia Broadcasting. Uno de sus papeles más recordados es el del teniente Ethel Armstrong en la película de drama de Paramount Pictures de 1943 So Proudly We Hail!. Sin embargo, probablemente sea mejor recordada en el corto de Our Gang de 1935 Beginner's Luck. En este corto, Kelly fue elegida como la agresiva madre de escenario de Spanky McFarland. Gracias a sus amigos, se encuentra una víctima involuntaria, así como un hazmerreír, en el intento de la pandilla de sabotear y arruinar el acto de Shakespeare de Spanky en una competencia de talentos.
Después de la guerra, apareció en muchas series de televisión, incluyendo Bonanza, Alfred Hitchcock presenta , Batman  y   Perry Mason , de la cual hizo cuatro apariciones especiales, incluido el papel de Millie Foster en el episodio de 1958 "El caso de los Rolling Bones".
Kelly también actuó en Inglaterra.

## Muerte
Kelly murió de cáncer el 29 de junio de 1968 a los 66 años en Hollywood, California.

## Enances externos
- Wikimedia Commons alberga una categoría multimedia sobre Kitty Kelly.
- Kitty Kelly en Internet Movie Database (en inglés).

- Datos: Q283597
- Multimedia: Kitty Kelly / Q283597